# Calcio Lecco 1912
Calcio Lecco 1912, zkráceně jen Lecco je italský fotbalový klub hrající v sezóně 2024/25 ve 3. italské fotbalové lize sídlící ve městě Lecco v regionu Lombardie.
Klub byl založen v roce 1912 jako Società Canottieri Lecco a za svou více než stoletou historií hrála tři sezony v Serii A (naposledy 1966/67). Nejvíce let strávilo ale ve třetí lize (46 účastí).

## Změny názvu klubu
- 1919/20 – 1930/31 – SC Lecco (Società Canottieri Lecco)
- 1931/32 – 1971/72 – AC Lecco (Associazione Calcio Lecco)
- 1972/73 – 2001/02 – Lecco Calcio(Lecco Calcio)
- 2002/03 – 2004/05 – AC Città di Lecco (Associazione Calcio Città di Lecco)
- 2005/06 – 2006/07 – AC Lecco (Associazione Calcio Lecco)
- 2007/08 – Calcio Lecco 1912 (Calcio Lecco 1912)

## Získané trofeje

### Vyhrané domácí soutěže
- 3. italská liga ( 2x )

1922/23, 1971/72
- 4. italská liga ( 2x )

1949/50, 2018/19

## Historie
Klub byl založen díky Vicu Signorelliho 22. prosince roku 1912 jako Società Canottieri Lecco. První fotbalovou soutěž hrál až od sezony 1920/21. Již od roku 1922 hrají své zápasy na stadionu Stadio Rigamonti-Ceppi. 
Až do sezony 1959/60 byl klub maximálně ve druhé lize. Díky 2. místu v sezoně 1959/60 postoupili poprvé ve své historii do nejvyšší ligy. Celkem v ní odehráli tří sezony. Smutné období klub zaznamenal po sezoně 2001/02 když byl vyloučen kvůli bankrotu ze třetí ligy. Byl založen nový klub a začali hrát v regionální lize. Dne 5. prosince roku 2016 byl klub v konkurzu. Klub se v sezoně zachránil ve čtvrté lize a v létě roku 2017 koupil klub novy majitel Paola Di Nunnoa a zachoval název klubu. Nejlepší umístění v Serii A bylo 14. místo (1960/61). Po 50 letech se klub v sezoně 2022/23 dostal přes vítězství v play off do druhé ligy.

## Účast v ligách
| Úroveň soutěže | Název soutěže (nynější název) | První hraná sezona | Poslední hraná sezona | celkem odehraných sezon |
| -------------- | ----------------------------- | ------------------ | --------------------- | ----------------------- |
| 1              | Serie A                       | 1960/61            | 1966/67               | 3                       |
| 2              | Serie B                       | 1924/25            | 2023/24               | 15                      |
| 3              | Serie C                       | 1929/30            | 2024/25               | 47                      |
| 4              | Serie D                       | 1948/49            | 2018/19               | 22                      |
| 5              | Eccellenza                    | 1983/84            | 2013/14               | 11                      |

Historická tabulka Serie A od sezony 1929/30 do 2023/24.
| Celkové místo | Odehraných sezon | Celkem bodů | Celkem zápasů | Celkem výher | Celkem remíz | Celkem proher | Celkové skore |
| ------------- | ---------------- | ----------- | ------------- | ------------ | ------------ | ------------- | ------------- |
| 57            | 3                | 69          | 102           | 19           | 31           | 52            | 84:159        |

## Trenéři

### Známí trenéři v klubu
- Leopoldo Conti (1934–1935, 1936–1937)
- Guido Ara (1947–1948)
- Renato Gei (1968–1969)
- Pierino Prati (1984)
- Giuseppe Savoldi (1992–1993)
- Roberto Donadoni (2001–2002)
- Massimiliano Allegri (2007)

## Fotbalisté

### Historické statistiky
| Počet utkání | Počet utkání       | Počet utkání |  | Počet branek | Počet branek       | Počet branek |
| Pořadí       | Jméno              | Počet        |  | Pořadí       | Jméno              | Počet        |
| 1.           | Giovanni Sacchi    | 282          |  | 1.           | Sergio Clerici     | 66           |
| 2.           | Cristiano Giaretta | 271          |  | 2.           | Riccardo Capogna   | 50           |
| 3.           | Antonio Pasinato   | 234          |  | 3.           | Rodolfo Bonacchi   | 35           |
| 4.           | Vinicio Facca      | 233          |  | 4.           | Fabio Cardinio     | 34           |
| 5.           | Francesco Duzioni  | 229          |  | 5.           | Riccardo Innocenti | 32           |

### Na velkých turnajích
- Nikdo